# عين تندامين
عين تندامين بلدية وقرية جزائرية أنشأها المستعمرون الفرنسيون حيث لا زالت إلى يومنا هذا قائمة بهندستها المعمارية الفرنسية.
كانت بعد الاستقلال تابعة إداريا لبلدية مولاي سليسن (دائرة تلاغ) في ولاية سيدي بلعباس. وفي التقسيم الإداري لسنة 1985 أصبحت بلدية تحتوي على المرافق التالية: بلدية، متوسطة، مكتبة، مكتب بريد، دار الشباب، مسجدين، ملعب بلدي ومدرسة ميسور حسين المتوسطة .

## الموقع الجغرافي والمناخ
تقع بين جبلي الضاية جنوبا وجبال المعادن شمالا، وترتفع 1018 مترًا فوق سطح البحر. تحتوي على غابات محاذية للجبال. تبعد عن مقر الولاية بحوالي 70 كلم جنوبا. تحدها شمالا بلدية تلاغ، وجنوبا بلديتي واد السبع ورأس الماء، ومن الشرق بلدية الضاية، والحصيبة غربا.
يعبرها الطريق الولائي الرابط بين تلاغ والحصيبة والطريق الغابي الرابط بين عين تندامين والضاية. تتميز المنطقة بمناخ شبه قاري بارد شتاءً وحار صيفا.
يبلغ عدد سكانها حاليا حوالي 2800 ساكن[بحاجة لمصدر].

## البيئة النباتية والزراعة
تنمو في المنطقة بعض أنواع الأشجار كالصنوبر الحلبي والعرعر الشربيني وبعض أنواع الأشجار المثمرة مثل الكروم والتين واللوز والزيتون.